# Agua y Saneamientos Argentinos
Agua y Saneamientos Argentinos (AySA) es una empresa pública argentina perteneciente al Gobierno de Argentina dedicada a la prestación de servicio de agua corriente y cloacas. Es la sucesora de Aguas Argentinas (activa de 1993 a 2006), que a su vez sucedió a Obras Sanitarias de la Nación (OSN), fundada en 1912 y privatizada en 1993. AySA brinda servicios a la población de la ciudad de Buenos Aires y a veintiséis partidos de la provincia de Buenos Aires, en el Gran Buenos Aires. La empresa tuvo diversas denominaciones y fue privatizada durante la presidencia de Carlos Menem, quedando la mayor parte en manos del grupo francés Suez, de la empresa española Aguas de Barcelona y de otros grupos privados nacionales, como el Banco Galicia. 
Fue reestatizada el 21 de marzo de 2006 durante la presidencia de Néstor Kirchner. De esta forma, el 90 % de la compañía quedó en manos del Ministerio del Interior, Obras Públicas y Vivienda.
El 18 de julio de 2025, el gobierno argentino anunció la decisión de volver a privatizar la empresa, "mediante la transferencia del 90% de las acciones en manos del Estado a través de un esquema mixto que combina licitación pública nacional e internacional”. Los motivos mencionados por el vocero presidencial Manuel Adorni se relacionan con el fuerte impacto que tuvo la empresa, desde su reestatización, en el gasto público: "Desde su reestatización en 2006, AySA requirió aportes del Tesoro permanentes totalizando más de US$13.400 millones hasta 2023. En este sentido, indicadores claves muestran que hubo un fuerte deterioro en la infraestructura y en los costos operativos. La dotación creció un 90% durante la gestión estatal y el nivel de morosidad de los usuarios alcanzo el 16% cuando supo ser del 4% en promedio”.
Para hacer posible la privatización el 21 de julio de ese año se dictó el DNU 493/2025 que modifica más de 100 artículos del marco regulatorio del servicio permitiendo, entre otras cosas, el corte del suministro por mora. También se fijó, a partir de la adjudicación, un plazo de transición de cinco años durante el cual el nuevo régimen regulatorio comenzará a aplicarse en forma progresiva para no variar de forma abrupta la ecuación económico-financiera del contrato.

## Antecedentes
En 1824, las autoridades de Buenos Aires, bajo el auspicio de Bernardino Rivadavia contrajeron un préstamo internacional con la Baring Brothers, para la construcción del puerto de la ciudad, la colonización rural y la instalación de un sistema de aguas corrientes en la ciudad. Dicho episodio formó parte del famoso empréstito de la Baring Brothers, el primer hito de una serie de deudas que contrajo el Estado para realizar obras que no se concretaron a causa de la Guerra con el Brasil.
En 1867, la epidemia de fiebre amarilla,[cita requerida] que diezmó la población, conllevó a la urgente realización de una infraestructura para el saneamiento. El Gobierno, entonces, le encomendó al ingeniero irlandés John Coghlan el proyecto del sistema de saneamiento de la ciudad (agua, cloacas y desagües pluviales). Aquel sistema se iniciaba en el Bajo de la Recoleta y consistía en dos caños de hierro fundido que se internaban 600 metros en el Río de La Plata para captar y transportar el agua que, luego de ser purificada, era enviada por máquinas de impulsión a la red de provisión de la ciudad.

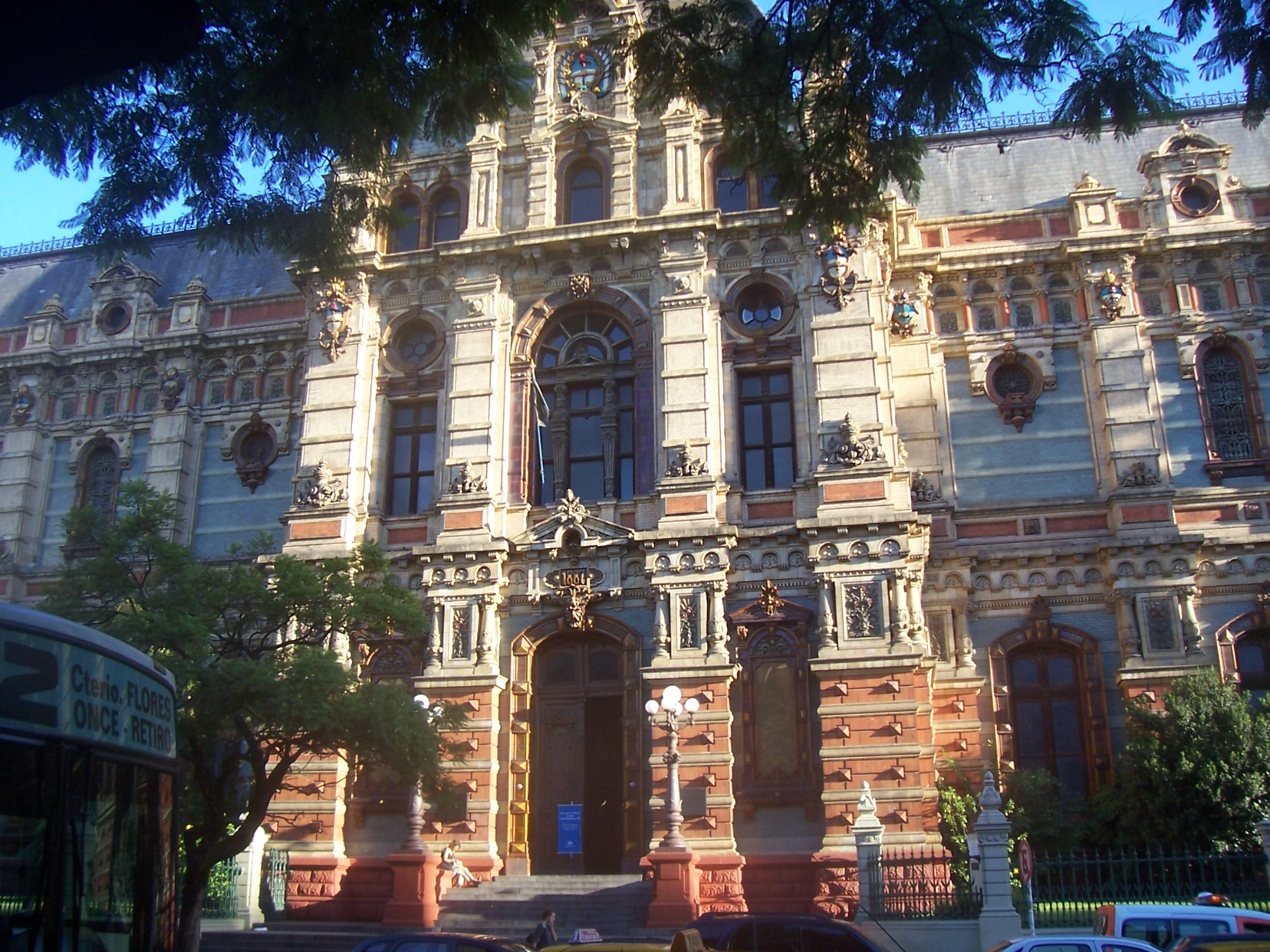
Entrada principal al edificio de Obras Sanitarias de la Nación, llamado Palacio de Aguas Corrientes, en Buenos Aires.

Los trabajos se iniciaron en 1868, y el 4 de abril del año 1869 se libró el servicio público de abastecimiento para la Ciudad de Buenos Aires. Por aquella época, Buenos Aires tenía 177 000 habitantes. se toman como modelo los proyectos de aguas corrientes, cloacas y desagües de los diseñados por los ingenieros ingleses John F. La Trobe Bateman y John Coghlan. Para 1880, la red de suministro de agua construida por Bateman desde 1874, daba cobertura a gran parte de la ciudad de Buenos Aires. El diseño y operación del servicio estaba íntegramente basado en el modelo inglés de gestión:
Estas obras proyectadas por Coghlan en pocos años resultaron insuficientes para cubrir las necesidades de la ciudad más poblada del país: Buenos Aires exigía, consecuentemente, una escala de mejoras del sistema cada vez mayor.
A fines de 1870, durante la presidencia de Domingo Faustino Sarmiento, se resolvió encargar un nuevo proyecto de saneamiento para el cual se convocó a John Frederick Bateman, un ingeniero inglés especialista en hidráulica.[cita requerida] El objetivo de este nuevo plan era ampliar la provisión de agua, estimando que la ciudad en 20 años duplicaría su población (cálculo que resultó conservador).
Los terrenos iniciales de la primera casa de bombas, proyectada por Coghlan, se fueron ampliando y allí se ubicaron filtros y depósitos. La piedra fundamental de este nuevo establecimiento —que alcanzaría una escala inusitada para aquella zona de la ciudad— se colocó el 15 de mayo de 1874: nacía la Planta Recoleta (hoy Museo Nacional de Bellas Artes).
En 1887, durante el gobierno de Miguel Juárez Celman, la operación de los servicios fue privatizada mediante la concesión a una empresa británica, la Buenos Aires Water Supply. La privatización dio lugar a debates parlamentarios protagonizados, sobre todo, por Aristóbulo del Valle, rechazándola. Se argumentaba que los caños importados del Reino Unido se podrían haber producido en el país [cita requerida].
Sin embargo, a raíz de la crisis económica de 1890, el contrato fue rescindido un año después.
En 1892, asumió el Estado nacional la responsabilidad del saneamiento urbano, mediante la promulgación de la Ley N.º 2927 del 30 de diciembre de ese mismo año y se creó la Comisión de Obras de Salubridad. Poco después, en la primera década del siglo XX, se llevaron los mismos servicios a las capitales de provincias y a la mayor parte de las ciudades del interior del país.[cita requerida]
Por aquellos años, el consumo de agua se cobraba a los usuarios mediante medidores domiciliarios. En 1904, uno de los puntos de la campaña de Palacios incluía recorrer los conventillos del barrio de La Boca y rompía esos aparatos a patadas.
En 1905, el proyecto de Bateman para el Radio Antiguo estaba concluido. Se habían terminado el Establecimiento de Aguas Corrientes de Recoleta, el Gran Depósito de Avenida Córdoba (popularmente conocido como Palacio de Aguas Corrientes), las redes de cañerías maestras y distribuidoras de agua potable, las cloacas externas de la mayor parte de los distritos, el sifón de la cloaca máxima bajo el Riachuelo y cinco de los grandes conductos de desagüe pluvial.
Cuando se habían proyectado estas obras, Buenos Aires tenía 180 000 habitantes y se consideraba más que improbable que pudiese superar los 400 000 en menos de 40 años. Sin embargo, en 1908, la población superó el millón de habitantes. Buenos Aires se había transformado en una de las capitales centrales de América, era la principal plaza de comercio del país y una de las más importantes ciudades sobre el Atlántico a raíz del fluido intercambio que mantenía con Europa. Estos factores, sumados a un explosivo crecimiento demográfico, hicieron que alcanzara un auge y una concentración urbana no prevista.

## Obras Sanitarias de la Nación
Finalmente, la empresa Obras Sanitarias de la Nación (OSN) fue creada el 18 de julio de 1912 mediante la promulgación de la Ley 8889, en el marco del primer Plan Nacional de Saneamiento, de 1909. Esta empresa pública de saneamiento apareció, por un lado, por los serios problemas de dimensionamiento del sistema.

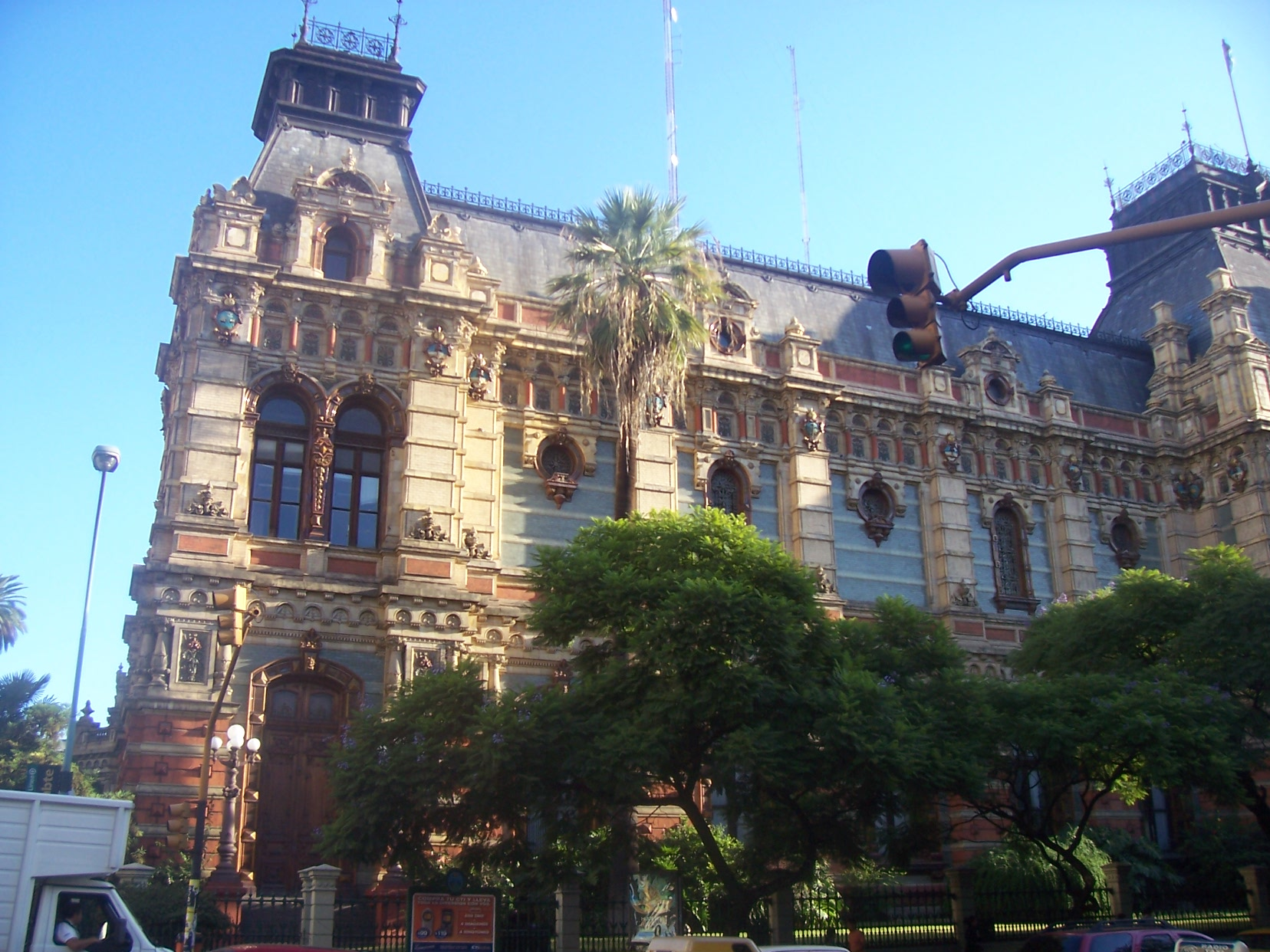
Otra vista del edificio.

Según su ley constitutiva, la finalidad de Obras Sanitarias de la Nación era el estudio, construcción y administración de obras que permitieran la provisión de agua corriente «en las ciudades, pueblos y colonias de la Nación». OSN empezó a desarrollar sus tareas, manteniendo y expandiendo la red de agua corriente y desagües de la Ciudad de Buenos Aires y asesorando a ciudades del interior del país para el desarrollo de sus propias redes. En 1910, 14 capitales de provincia tenían una red de agua corriente y cuatro de ellas contaban con un sistema de cloacas.
OSN heredó los bienes y asumió las funciones que hasta entonces desempeñaba la Dirección General de Obras de Salubridad. Entre estos bienes, se hallaba la Planta Recoleta, siempre al límite de producción, y un legado importante de obras realizadas. Sin iniciar se hallaba un nuevo proyecto coordinado por el ingeniero Agustín González.
Concebido para toda la extensión de la Capital, este plan de saneamiento comprendía la construcción de una nueva torre y túnel de toma en el Río de la Plata (realizados en 1913), la formación de un nuevo establecimiento de potabilizar agua en Palermo (inaugurado en 1928), dos nuevos depósitos de gravitación (Caballito y Devoto, habilitados en 1915 y 1917, respectivamente), la ampliación de las redes de cañerías maestras y distribuidoras de agua potable, la ampliación de las redes colectoras de las cloacas con estaciones de bombeo en los distritos bajos, la construcción de una segunda cloaca máxima con sus ramales y sifón bajo el Riachuelo, la ampliación de las instalaciones de bombeo en el trayecto de dicho emisario, una nueva casa de bombas elevadoras en la planta de tratamiento de Wilde y toda la red de colectoras del Radio Nuevo de la ciudad.
Al estallar la Primera Guerra Mundial (1914-1918), OSN ya había contratado e iniciado muchas de estas grandes obras para la Capital y otras ciudades en el interior. Los efectos de este acontecimiento provocarían la restricción de la importación de materiales y la toma de empréstitos en el exterior, lo que hizo disminuir la capacidad de trabajo de los contratistas en 50 %. La ejecución de este ambicioso programa se vio entonces afectada. Sin embargo, pese a la alteración que se produjo, los trabajos solo se suspendieron parcialmente y las obras continuaron desarrollándose. Muchas de las carencias que se generaron a partir del conflicto bélico fueron resueltas por la naciente industria nacional y por el excelente trabajo de los talleres que OSN poseía en el establecimiento Recoleta.
Junto a la creación de OSN, se estableció una escuela de ingeniería sanitaria que alcanzó su máximo desarrollo en el año 1940, convirtiéndose en líder en América Latina.
La guerra mundial hizo que las principales metas del plan no se concluyeran en 1918, sino en 1922, año en que la población beneficiada llegó a 1 700 000 habitantes. Sin embargo, el crecimiento demográfico y edilicio de Buenos Aires no se detenía.

### Crecimiento
En 1923, se diseñó un proyecto de ampliación más ambicioso: alcanzar los 500 litros diarios por habitante, con instalaciones que permitiesen servir durante los siguientes 40 años a una población de seis millones de personas. Este trabajo, elaborado bajo la dirección del ingeniero Antonio Paitoví, constituyó el núcleo en torno al cual giró la acción de OSN en la Capital durante los 30 años venideros, con obras de provisión de agua potable, cloacas y desagües pluviales para todo su territorio y localidades vecinas, y la ampliación de la capacidad del establecimiento de Palermo.

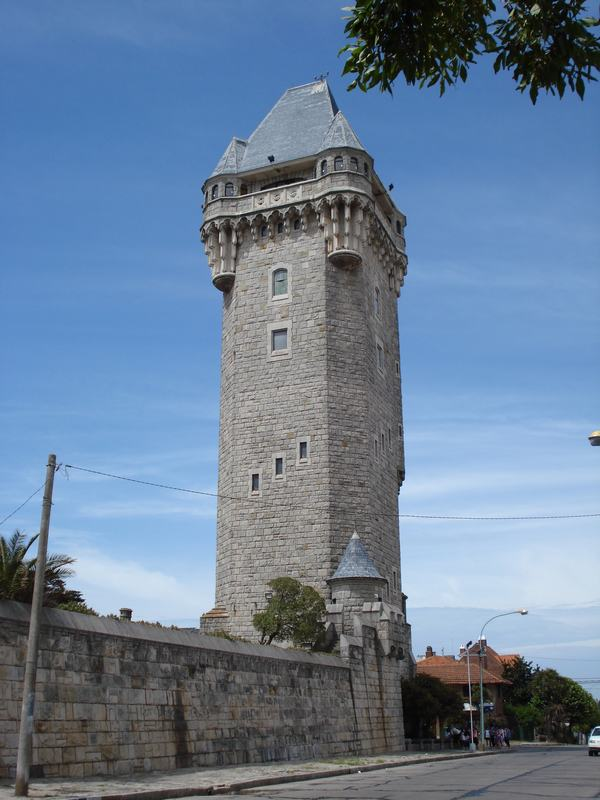
Torre de Reserva de Agua Potable de Mar del Plata, construido por OSN en 1943.

El impulso que tomaron los trabajos en los años 1927 y 1928 permitió dejar de utilizar definitivamente al primitivo establecimiento de Recoleta. Sin embargo, hasta avanzada la década de 1940, continuó agrupando una variedad de depósitos, talleres y otras instalaciones de carácter industrial. A la vez que ampliaba sus prestaciones a nuevas zonas de la Capital y del país, OSN creaba servicios auxiliares: industrias de elaboración, de transporte, laboratorios, talleres de construcción y reparaciones, servicio médico, etcétera.
En este período, las obras de ampliación del Radio Nuevo monopolizaron gran parte de la acción de OSN, orientadas fundamentalmente a eliminar el uso de pozos a medio surgir y evitar peligros de contaminación.
La crisis de los años 1930 afectó el ritmo de las obras, aunque no las detuvo. En este periodo adquirió importancia el Aglomerado bonaerense, por lo que se desarrollaron estudios tendientes a identificar con precisión sus límites y su problemática, para adoptar las medidas necesarias para un saneamiento adecuado. También se atendió la situación del interior del país.
En este contexto de creciente actividad, en 1939 se creó el Área Sanitaria Metropolitana, que aglomeraba a la Ciudad de Buenos Aires y el Gran Buenos Aires en una sola unidad administrativa. En 1940, se empezaron a prestar servicios en 14 partidos de la Provincia de Buenos Aires, marcando por un lado la máxima expansión de la red en el área metropolitana y por otro la época de mayor actividad de Obras Sanitarias de la Nación.
En 1943, la empresa fue renombrada a Administración General de Obras Sanitarias de la Nación. Al año siguiente el Poder Ejecutivo institucionalizó el Área Sanitaria Metropolitana, que existió en tal carácter hasta la disolución de OSN, hecho que tendría lugar casi cinco décadas más tarde.

### Década del '40
En 1946, el gobierno de Juan Domingo Perón lanzó el Plan Quinquenal, un programa de obras para el periodo 1947-1951 que preveía la construcción de grandes diques, el regadío de extensas zonas, la provisión de agua y la ejecución de desagües de cloacas y pluviales para numerosas ciudades y pueblos del territorio nacional. Para la Capital, contemplaba la construcción del Gran Depósito Constitución, con su estación elevadora y un conducto alimentador a la zona de Avellaneda.
En aquella época, la industrialización acelerada del país produjo un explosivo crecimiento de asentamientos demográficos en torno al cordón industrial que había surgido en la Capital, lo que obligó a modificar los planes de saneamiento, que habían sido elaborados durante las décadas pasadas.
OSN llegó así durante la década de 1940 «después de haber realizado importantes construcciones, de contar entre sus servicios con una de las plantas de provisión central de agua potable más grandes del mundo; con un personal de más de 10 mil funcionarios, empleados y obreros de toda categoría; con una obra realizada en pro de la salubridad, que se traduce en la notable reducción de los índices de mortalidad relativa, en el progreso de la higiene, de la salubridad y del confort, que alejan cada vez más el peligro de cruentas epidemias; con un prestigio que surge de esa obra, de la propia magnitud de los servicios que atiende, del patrimonio que posee y con un auspicioso porvenir […] con todo ello como bagaje material y espiritual, Obras Sanitarias de la Nación es una entidad que tiene un lugar destacado entre las instituciones que sirven a la Nación y al pueblo argentino».

Antiguo logo de Obras Sanitarias de la Nación.

Para abastecer estas poblaciones, comenzaron a construirse ríos subterráneos, que facilitaban la provisión de agua al Gran Buenos Aires. Estos ríos eran un sistema de canalizaciones profundas, construidas en túnel de entre 25 y 30 m (metros) por debajo de la superficie, con diámetros que alcanzaban los cinco metros.
En forma paralela al crecimiento de las poblaciones atendidas en todo el país y al mejoramiento de las condiciones sanitarias del Aglomerado bonaerense, OSN destinó grandes esfuerzos al mejoramiento de las condiciones sociales de su personal promoviendo la mejora salarial, procurándole asistencia médica y farmacéutica, construyendo comedores para los operarios en sus talleres y fábricas, y atendiendo necesidades de descanso y recreación.
En 1949, la Ley 13577 lanzada durante la presidencia de Perón volvió a definir los objetivos de la Administración General de Obras Sanitarias de la Nación, descritos como «el estudio, proyecto, construcción, renovación, ampliación y explotación de obras de provisión de agua, saneamiento urbano en la Capital Federal y ciudades y pueblos de la República y la exploración, alumbramiento y utilización de aguas subterráneas». Para ese momento, OSN abarcaba aproximadamente el 85 % del sector, desarrollando actividades en todo el territorio argentino. Durante esa presidencia, se llevaron a cabo un programa de obras, para el periodo 1947-51. En 1942, unos 6,5 millones de habitantes tenían provisión de agua corriente y 4 millones poseían servicios de cloacas. En 1955, los beneficiarios se ampliaron a 10 millones y 5,5 millones respectivamente.

### Décadas del '50 y '60
En 1955, tras instalarse la dictadura autodenominada Revolución Libertadora el crecimiento de la empresa se desaceleró y comenzó a sufrir la economía a partir del régimen militar[cita requerida].

### Décadas del '70 y '80
A partir de la década del '60, Obras Sanitarias nuevamente comenzó a realizar importantes inversiones a través de las cooperativas de agua y saneamiento que se crearon durante las décadas del '60 y '70 que eran responsables del suministro de agua en la mayoría de las localidades de menos de 50 000 habitantes, prestando servicios a más de 4 millones de habitantes. Gracias a estas cooperativas, asociadas con la empresa, se logró llegar a cientos de localidades medianas y pequeñas.
La Ley 20324 del 27 de abril de 1973 cambió el tipo societario de la entonces Administración de Obras Sanitarias de la Nación, que pasó a llamarse oficialmente Empresa Obras Sanitarias de la Nación. Al año siguiente pasó a conformar, junto con todas las empresas públicas, la Corporación de Empresas Nacionales, en 1973 el gobierno de Héctor José Cámpora lanza la construcción de la planta de General Belgrano, destinada a potabilizar el agua superficial proveniente principalmente del Río de la Plata y, en proporción inferior, mediante agua subterránea del Acuífero Puelche. La potabilización del agua superficial para el área de servicio del sur del Gran Buenos Aires, con una capacidad de producción 1,6 millones m³ (metros cúbicos) por día, muy avanzado para su época. La central fue inaugurada en 1975.A partir de 1973 el gobierno nacional incorpora el interior de la provincia de Buenos Aires bajo la órbita de la empresaDistintas localidades de la provincia fueron beneficiadas con obras de sanidad, entre ellas se encuentran: Carmen de Patagones, General Villegas, Pehuajó, Sierras Bayas, Arrecifes, Campana, Tres Arroyos, Olavarría, Bragado, Nueve de Julio, Carlos Casares, Berisso, General Madariaga, entre otras localidades, para 1975 la empresa servía a un total de 8.972.611 habitantes. recibió el carácter de empresa autárquica bajo la presidencia de Héctor Cámpora .
Cuatro años más tarde, en 1980, durante la dictadura militar pasaron a la órbita de las provincias los servicios de agua corriente y desagües, a excepción del Área Sanitaria Metropolitana que su operación siguió a cargo de Obras Sanitarias.

## La gestión privada de Aguas Argentinas

### Privatización
En mayo de 1993, el gobierno de Carlos Saúl Menem privatizó Obras Sanitarias de la Nación
siendo entregadas al grupo francés Suez estipulaba que para el final del contrato el 100 % de los hogares en el área de concesión debían tener acceso a agua potable y el 95 % de los hogares acceso a cloacas. Este contrato fue extendido por otros 10 años más durante el gobierno de Fernando de la Rúa. El pasivo y las deudas de Obras Sanitarias no fueron asumidos por la empresa, quedando en manos del Estado nacional. Obras Sanitarias fue declarada en disolución y liquidada en agosto de 1993.
Para el año 1997 se corroboraron las recurrentes renegociaciones contractuales con ciertos denominados comunes: el incremento real de las tarifas (sobre todo para los 
sectores de más bajos ingresos, dada la creciente incorporación de cargos fijos sobre 
la tarifa básica); la condonación de multas e incumplimientos en materia de metas de expansión e inversiones a Suez; la postergación de obras, etc. A esto se le adicionó la introducción de cambios sustantivos  en la regulación tarifaria de forma de asegurarle a la concesionaria múltiples 
reaseguros normativos de garantía de un piso muy elevado a su tasa de ganancia, trasladando todo tipo de riesgo empresario a los usuarios del servicio.
En 1999 se abriría una investigación judicial por la privatización de AySA,  determinando se según la fiscalía que está había sido vendida a menos de una quinta parte de su valor real. La empresa, al año
2002, ha demostrado un incumplimiento del 24 % en cuanto al servicio de agua potable y del 31 % en el de saneamiento.
Los reiterados incumplimientos contractuales y los desvíos en las metas de calidad, como la presencia de nitratos en varias localidades y la falta de presión en muchas zonas, determinaron la rescisión del contrato y la creación de AySA en 2006. 

La empresa francesa Suez entre mayo de 1993 y enero de 2002 las tarifas residenciales llegaron a incrementarse un 88,2 por ciento, mientras que los precios minoristas lo hicieron un 7,3 por ciento. Las recomposiciones tarifarias le permitieron a la empresa obtener hasta el 2001 una tasa de rentabilidad promedio del 12,9 por ciento con relación a la facturación y del 15,4 por ciento con relación al patrimonio.
Luego de ganar la concesión el regulador autorizó cambios en las tarifas. Hubo un incremento del 13,5 % en las tarifas por uso y un aumento significativo en el cargo de conexión del servicio. Este incremento fue muy controversial ya que el cargo de conexión era igual al ingreso mensual de una familia pobre. Fue finalmente reemplazado por un cargo fijo a todos los usuarios en lugar de un cargo de conexión. En 1998 la compañía reestructura sus costos, lo que involucró la desatención (respecto a lo acordado contractualmente) de 800 mil habitantes en materia de provisión de agua potable, de más de un millón respecto del servicio de cloacas, y superior a los seis millones de habitantes en cuanto al tratamiento primario de aguas servidas, así mismo que se produjo una paralización de la expansión de la red de agua potable.
Durante el primer año bajo administración privada se llevó a cabo un proceso para disminuir el número de empleados se redujo de 7 365 a 3 800, para el segundo año la cantidad de empleados no superaba los 1 200, recortando gastos en sectores clave como las cuadrillas de mantenimiento cuyo número se redujo un 77 % respecto al nivel de 1991 (véase Tabla). servidas. Suez llevó al cierre de numerosos pozos de bombeo en todo el conurbano bonaerense y provocó el ascenso de las napas inundando sótanos de casas y edificios, por lo que algunos municipios se vieron obligados a introducir bombas de achique para controlar el nivel de las napas.
En 1999 se abriría una investigación judicial por la privatización de AySA,  determinando se según la fiscalía que está había sido vendida a menos de una quinta parte de su valor real.
| Indicador                        | Cambio porcentual luego de la privatización |
| -------------------------------- | ------------------------------------------- |
| Producción de agua               | 9,3 %                                       |
| Bombeo de agua                   | 26,6 %                                      |
| Volumen de desechos cloacales    | 12,4 %                                      |
| Extensión de la red de agua (km) | 30,9 %                                      |
| Número de empleados              | −57,0 %                                     |

Mientras que otros autores y estudios afirman que al cuarto año de privatizado el servicio la inversión en mantenimiento representaba apenas el 43 por ciento de la inversión anual promedio bajo gestión estatal, mientras que las inversiones en ampliación de la red eran de 37 por ciento de lo invertido anualmente en la gestión estatal y en el tratamiento de aguas residuales apenas llegaba al 3.7 por ciento, mientras se observaba un fuerte deterioro del servicio durante su etapa privada.Durante la etapa privada la empresa pidió créditos que nunca utilizaron para inversión, no se amplió la red de saneamiento ni se mejoró el mantenimiento de la red de agua potable. Mientras que solo se ejecutaron obras por 837,50 millones de pesos (58 por ciento). Entre los incumplimientos figuraban obras esenciales como la Planta de Tratamiento de efluentes de Berazategui, la Cuarta Cloaca Máxima y las plantas depuradoras Norte y Sudoeste. En el segundo quinquenio la situación empeoró. Entre 1999 y 2002 se previeron obras por 752 millones de pesos y sólo se ejecutaron 428 millones (57 por ciento).
Durante la década de 1990, la mitad de las provincias argentinas transfirieron al capital privado, la prestación de los servicios de agua potable y saneamiento en las principales áreas geográficas de sus respectivas jurisdicciones. Lo propio realizó el Estado Nacional en lo relativo al mayor sistema integrado de ambos servicios el correspondiente al Área Metropolitana de Buenos Aires (AMBA), conformada por la Capital Federal y los principales municipios del Gran Buenos Aires –en su momento, casi nueve millones de habitantes a consorcios de empresas transnacionales del agua (Suez, Vivendi, Azurix, Saur, Dragados, Thames Water, Anglian Water, etc.). Durante los primeros años se sucedieron fuertes incrementos en las tarifas que, entre febrero de 1991 y abril de 1993  que ascendieron a 74,0 %3, al que habría que adicionarle la aplicación del Impuesto al Valor Agregado del 18 %. El precio del agua para uso doméstico se incrementó un 88,2% entre mayo de 1993 y mayo  de 1994, aunque no hay ninguna relación entre ese aumento y el aumento de la inflación fue del 4,3% durante el mismo periodo. Ese aumento no supuso una mayor calidad o cantidad del servicio. En 1997, se descubrió que la empresa no había realizado el 45% de las inversiones acordadas en mejoras y ampliación de servicios, lo que condujo a una gran contaminación. Los bajos ingresos y las ineficiencias llevaron a una inversión tan baja niveles que ni siquiera fueron suficientes para reemplazar activos depreciados y mantener actuales suministro. La cobertura del agua como porcentaje de la población se estaba contrayendo, las tasas de agua derramada eran muy altas, la presión y la calidad del servicio eran bajas, y la escasez de verano fue frecuente. En 1997, se descubrió que la empresa no había realizado el 45 % de las inversiones acordadas en mejoras y ampliación de servicios, lo que condujo a una gran contaminación. AASA continuó incurriendo en crecientes niveles de subejecución de las inversiones comprometidas, a punto tal que en 2002 casi una década luego de pasar a manos a privadas contaba con un cumplimentó del 19,2 % de las inversiones consensuadas.La cobertura del agua como porcentaje de la población se estaba contrayendo, las tasas de agua derramada eran muy altas, la presión y la calidad del servicio eran bajas, y los cortes de suministro durante el verano frecuentes.
Se ha estimado que la privatización de las empresas proveedores de servicios de agua y cloacas habría reducido la mortalidad infantil en aproximadamente un 8 %. Esto surge de un estudio que compara municipios que privatizaron sus servicios de agua y cloacas con aquellos que no lo hicieron usando la técnica estadística de diferencias en diferencias.
Algunos autores argumentaron que en pos de maximizar beneficios la infraestructura no habría tenido el mantenimiento necesario, y una parte de las cañerías que sufrían roturas no eran reparadas para ahorrar costes, en tanto el agua de las tomas del Río de la Plata no recibía el tratamiento adecuado.

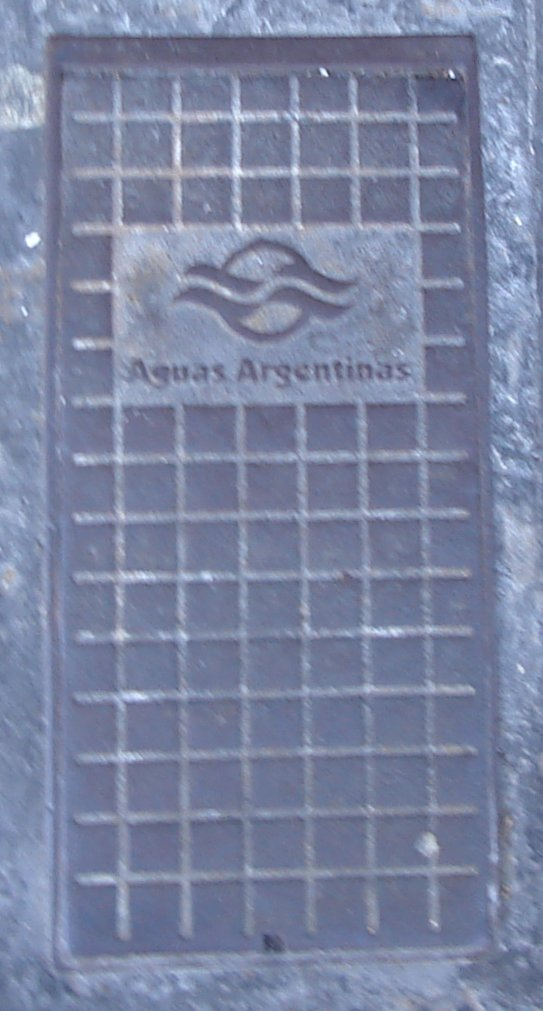
Tapa de Aguas Argentinas

### Problemas económicos
Tras la Crisis de diciembre de 2001 en Argentina, la empresa quedó con un descalce entre su deuda y sus ingresos, incurriendo en suspensión de pagos (o «default») y en incumplimiento. En 1998, la compañía reestructura sus costos, lo que involucró la desatención (respecto a lo acordado contractualmente) de 800 000 habitantes en materia de provisión de agua potable, de más de un millón respecto del servicio de cloacas, y superior a los seis millones de habitantes en cuanto al tratamiento primario de aguas servidas. Se realizaron intentos de transferir la titularidad de la compañía a otros grupos empresarios. Al mismo tiempo, para 2002, la empresa privada acumulaba 57 millones de  dólares de deudas a proveedores, 102 millones de dólares en deudas al Estado Argentino y más de 97 millones de pesos -casi 32 millones de dólares- en multas impagas al Estado Nacional.
Ese año, la comisión legislativa rechazó pedidos de aumentos por el incumplimiento por parte de Suez de los compromisos pactados, informando que podían reducir en 23 millones de pesos sus costos, mediante reducción de honorarios y viáticos de los miembros del directorio, así como en la contratación de agentes externos. con denuncias sobre la concesión que resaltaban que el concesionario no cumplió con sus obligaciones previstas en el contrato. Cuando el gobierno rescindió el contrato en 2006, argumentó que Aguas Argentinas falló en ejecutar sus funciones en cuanto a expansión de cobertura y calidad. El agua distribuida contenía altos niveles de nitrato y el concesionario no cumplió ni con las normas de presión ni con la construcción de centrales de abastecimiento de agua. En 1999 las inversiones en infraestructuras no alcanzan a la mitad del importe estipulado en el Plan de Mejoras y Expansión, y que el 88 % de los residuos de las cloacas de Buenos Aires no recibían tratamiento adecuado, mezclándose agua potable con agua contaminada por las napas, así mismo se observaba restos de materia fecal en el agua destinada a consumo humano bombeada por la empresa. Así mismo se detectaba niveles alarmantes para la salud humana de Arsénico, en diferentes muestras, se encontró un nivel de nitratos de 1400 ppm (partes por millón). Como parámetro, el Código Alimentario Argentino establece un máximo de 45 ppm. Además, el 48 % de las muestras presentó contaminación de tipo microbiano con presencia de escherichia coli.

### Revisión de la concesión
En 1999, las inversiones en infraestructuras no alcanzaban a la mitad del importe estipulado en el Plan de Mejoras y Expansión, y que el 88 % de los residuos de las cloacas de Buenos Aires no recibían tratamiento adecuado, mezclándose agua potable con agua contaminada por las napas, así mismo se observaba restos de materia fecal en el agua destinada a consumo humano bombeada por la empresa. Así mismo, se detectaban niveles alarmantes para la salud humana de Arsénico, en diferentes muestras, se encontró un nivel de nitratos de 1400 ppm (partes por millón). Como parámetro, el Código Alimentario Argentino establece un máximo de 45 ppm. Además, el 48 % de las muestras presentó contaminación de tipo microbiano con presencia de escherichia coli. Para fines de 2001, la empresa privada estaba en quiebra. El balance contable de AASA a diciembre de 2001, el monto de los pasivos con el exterior ascendía a casi 700 millones de dólares y representaría más de tres años de la facturación bruta y cuatro veces su patrimonio. En los primeros años, tras la reestructuración del sector y pasados 5 años desde la privatización se observaban incumplimientos del 64 % de las inversiones anunciadas, una reducción de cobertura del 13 % y una caída del 77 % en la cantidad de aguas servidas, mientras las tarifas se habían incrementado 227 % de forma neta, ubicándose entre las 15 tarifas más altas del mundo- superando a las tarifas de Canadá y Suecia; y permaneciendo como la más alta de América Latina hasta su re estatización En el año 2000 se detectó en diversos puntos del AMBA contaminación por arsénico en el agua con implicancias directas para la salud pública. El consumo prolongado de agua con niveles elevados de arsénico está relacionado con el desarrollo de graves enfermedades, como el cáncer de piel, vejiga y pulmón, malformaciones congénitas, enfermedades cardiovasculares, neurodegenerativas y daños renales
El Instituto Tecnológico de Buenos Aires realizó diversas mediciones sobre municipios abastecidos por A.A detecto en más de 13.000 muestras tomadas durante cinco años en 21 municipios niveles de entre 90 y 230 10 μg/L. La Organización Mundial de la Salud definió un valor límite máximo para el arsénico en aguas de 10 μg/L. Hacia el año 2004 la empresa francesa Suez acumulaba 890 millones de dólares en deudas emitidas, más 130 millones de dólares impagos a proveedores y otros 407 millones de dólares en impuestos y tasas adeudadas al Estado.
De acuerdo con un estudio de diciembre de 2003 del Auditor General de la Nación Argentina, Suez solo trataba el 12 % del total del agua, el resto se vertía al Río de la Plata en la zona de Berazategui. «El incumplimiento de la concesionaria que afecta garantías primarias de los usuarios», evidenciado la falta de inversión y expansión del servicio por parte de Suez, además de un mal manejo que puso en riesgo la salud de población, por el nivel de nitrato encontrado en algunas localidades como Llavallol. a finales de 2003 el gobierno informó que se enfrentaban a multas de 2,7 millones de dólares por incumplimiento de contrato. Semanas antes, la empresa recibió una multa de un millón de dólares, por la interrupción del servicio, corta e impredecible, que afecto a 6 millones de personas en septiembre de 2003.
En 2004, el juez Julio Speroni llevó adelante investigaciones contra la empresa, aún en manos privadas por el caso de las facturas falsas, donde la empresa utilizaba falsificadores de facturas por servicios inexistentes y domicilios apócrifos para pagar menos por Ganancias y por IVA.
El gobierno de Néstor Kirchner cuestionó a la empresa por las exageradas erogaciones a firmas vinculadas (consultoras, empresas constructoras, proveedores de repuestos, entre otras), por incumplir el contrato de concesión y las obras proyectadas. Varias napas de las que se extraía agua estaban contaminadas con nitrato y la mayor parte de los efluentes seguían vertiéndose en el Río de la Plata sin tratar.
En 2021 comienza una nueva etapa de obras durante la administración de Galmarini a través de la inversión estatal en el Gran Buenos Aires 1.8 millones de personas accedieron al agua potable y 1.3 millones a cloacas, se finalizaron 1.800 obras entre ellas Sistema Riachuelo, el Sistema Berazategui, el Sistema Agua Norte y el Agua Sur.

## Vuelta al estado: AySA

### Gestión estatal
El 21 de marzo de 2006, el presidente Néstor Kirchner rescindió el contrato y creó una empresa estatal, Agua y Saneamientos Argentinos (AySA), para el suministro de agua potable y servicio de cloacas. El 90 % de la nueva compañía quedó en manos del Estado nacional y el 10 % restante siguió en poder de los trabajadores, mientras el control operativo quedó a cargo de la Federación Nacional de Trabajadores de Obras Sanitarias (FENTOS). A partir de la gestión estatal, 2 358 244 personas fueron incorporadas al servicio de agua desde 2006, mientras que 2 070 791 tienen cloacas desde entonces. En 2003, la cantidad de habitantes con agua potable era de 6 935 516 y en 2015 ascendió a un total de 9 293 760. En tanto, los habitantes que tenían cloacas eran 5 136 755 en 2003 y pasaron a 7 207 546 en 2015.
Desde 2003 hasta 2010, el Estado invirtió en ese sector 25 000 millones de pesos, «unos 5 000 millones de dólares, en agua potable, cloacas, saneamiento y obras hídricas». Esas obras llevaron agua potable a 2,3 millones de personas que antes no contaban con el servicio y cloacas a 1,87 millones de personas, en tanto las interrupciones de servicio se redujeron un 57 % promedio en cantidad y un 72 % en duración de las mismas respecto a la gestión privada.

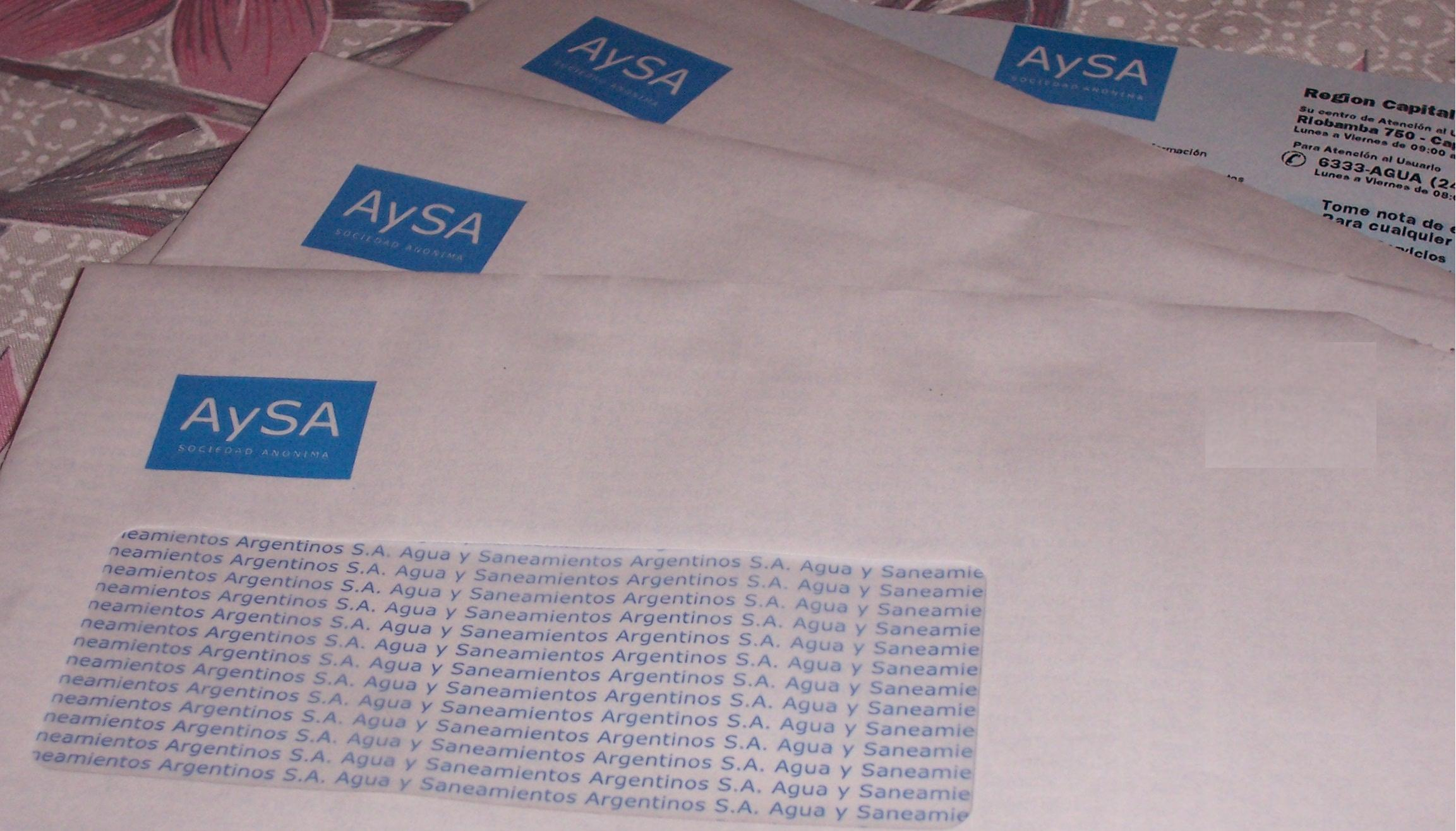
Facturas de Aguas y Saneamientos Argentinos

Desde que el 21 de marzo de 2006, el Gobierno Nacional de Néstor Kirchner creó AySA, la misma fue ratificada por el Congreso pocos días después, dándole al decreto carácter y fuerza de ley. la empresa inició un programa integral para la universalización de los servicios de agua potable y saneamiento para la población de la Ciudad de Buenos Aires y 17 municipios del primer cordón del conurbano bonaerense. El plan llevado adelante implicó entre los años 2006 y 2015 una inversión ejecutada de $ 26 174 millones, 727 obras terminadas que benefician a 8 millones de personas dentro del área de concesión de la empresa. La cobertura de agua potable que en 2003 era del 71,1 % de la población pasó al 82 % en 2015, incorporando 3 881 047 habitantes. Mientras que la cobertura de cloacas pasó del 43,1 % en 2003, al 54,4 % en 2015, incorporando al servicio a 3 130 225 habitantes.
Desde que la empresa fue recuperada por el Estado nacional, lleva ejecutadas obras por $ 26 714 millones, 727 obras terminadas, más de 8 millones de beneficiarios. Desde 2003 fueron incorporadas 9 millones de personas al servicio de agua potable, construyéndose a través de AySA, la Planta Potabilizadora Juan Manuel de Rosas en Tigre, la Depuradora del Bicentenario en Berazategui. Hasta 2013 la empresa estatal llevaba invertidos 11 500 millones de pesos en ampliaciones y mantenimiento de los sistemas.
El gobierno ha adoptado un programa para ampliar los servicios de agua potable en La Matanza, mediante el proyecto “Agua más Trabajo”, basado en la participación de pequeñas cooperativas de trabajadores locales para la ejecución de las obras para AySA. Hasta el junio de 2007 se invirtieron $ 101 000 para el beneficio de 741 000 habitantes.
Desde marzo de 2006, con la reestatizacion, se inició un plan de obras de gran envergadura tendientes tanto a la depuración del curso de agua como al saneamiento del río La matanza-Riachuelo destacándose la Planta de Tratamiento de Lanús, la Planta de Tratamiento Fiorito, Lomas de Zamora, Emisario Berazategui, Colector Margen Izquierdo, Planta de Tratamiento de Dock Sud, Planta de Tratamiento de Barrios en La Matanza, Planta de Ósmosis Inversa en Ezeiza.
Tras más de una década en 2016 las tarifas de los servicios de agua potable y cloacas registraron subas bimestrales que oscilaron entre el 170 % y 406 %, incrementándose las tarifas y reduciendo la intervención del Estado a través de subsidios. En mayo de 2018, hubo otro aumento del 26 %. Después de 2018, las tarifas siguieron subiendo constantemente hasta la actualidad.

### Obras realizadas
A partir de la recuperación, AySA llevó el suministro de agua potable a 2 millones de habitantes y el servicio de cloacas a un millón y medio de ciudadanos, en el marco del plan de la empresa que incluye llegar al 100 % de alcance del servicio de agua potable y de cloacas en el año 2015 y 2018, respectivamente.
En los primeros siete años tras su creación, la empresa invirtió 11 560 millones de pesos en el mantenimiento y en la expansión de los servicios al público en general. Estos servicios incluyeron la instalación de 302 645 conexiones de agua y 221 130 conexiones de cloacas en el período 2006-2012. La empresa también inauguró el primer módulo de la planta potabilizadora Juan Manuel de Rosas en Tigre, sobre el Río Paraná y la Depuradora de Líquidos de cloaca del Bicentenario en Berazategui. Ambas obras demandan una inversión de 3300 millones de pesos, permitirán ampliar los servicios de agua a otros 2 000 000 de personas y tratar los líquidos cloacales producidos por 4 000 000 de habitantes, respectivamente. Las obras de ampliación de las plantas depuradoras El Jagüel, Norte y Sudoeste, que en conjunto sumarán 750 000 personas más a los servicios de desagües de cloaca.
De las empresas estatizadas en el periodo 2003-2013, AySA es la que presenta con más claridad el aumento en la calidad del servicio brindado con relación a la anterior gestión privada. La gestión estatal también ocasionó un cambio radical en el nivel de inversión en nuevas obras y renovación de instalaciones. Aunque la multinacional Suez, sostenía que con el precio de las tarifas no podía realizar las inversiones a las que estaba comprometida por contrato, el Estado nacional pudo hacerlo sin aumentar las tarifas al consumidor final. No obstante a esto, cabe recalcar que la inversiones fueron posibles por la gran subvención que recibió la nueva empresa de parte del estado nacional.
El gobierno ha adoptado un programa para ampliar los servicios e agua potable en La Matanza, provincia de Buenos Aires, mediante el proyecto “Agua más trabajo”, basado en la participación de pequeñas cooperativas de trabajadores locales para la ejecución de las obras para AySA. Hasta junio de 2007, se invirtieron $101m para el beneficio de 741 000 habitantes.
En 2007, fue inaugurada la Planta Hurlingham se encuentra ubicada el Camino del Buen Ayre y la calle Gorriti, en el partido de Hurlingham, Provincia de Buenos Aires, sobre un predio de 35 hectáreas, que cuenta con una capacidad de tratamiento para 135 000 habitantes.
En el año 2013, empezó a construirse la planta depuradora Del Bicentenario, en el Partido de Berazategui, en el Gran Buenos Aires, que se estima beneficiará a unos 4 millones de habitantes. Con una inversión de 482 millones de pesos y el empleo de 400 trabajadores directos, la obra se destina a tratar las aguas residuales de la Ciudad de Buenos Aires y del conurbano bonaerense, aportando mayor flexibilidad al sistema de saneamiento existente y continuando con la expansión de la red de desagües de cloacas.
En 2013, fue inaugurada la Planta Sudoeste II está ubicada en la localidad de Aldo Bonzi, que puede tratar un caudal medio de 78 000 m³/día (metros cúbicos por día), representado el servicio para una población equivalente de 300 000 habitantes.
En 2014, se terminó, en el marco del Plan de Saneamiento Integral del Riachuelo, una de las mayores obras de infraestructura Hidríca de América Latina, incorporando 1 500 000 personas a la red de agua potabilizada y 895 000 personas fueron incorporadas a la red de saneamiento de cloacas.
Gracias a las fuertes inversiones desde su nacionalización durante la gestión de Férnandez la Argentina logró alcanzar un 96 % de cobertura en agua potable, constituyéndose con Uruguay en los países líderes en toda América Latina y el Caribe, mientras que América Latina tiene un 91 % de acceso a agua segura. En cuanto a la expansión de servicios efectuada por Aysa, más de 16 000 millones invertidos; más de 600 obras ejecutadas; más de 2 500 000 usuarios incorporados al servicio de agua potable y 1 800 000 al de cloacas entre 2006-2013.
Ampliación Planta de Tratamiento Depuradora de Efluentes Cloacales Sudoeste, se ha previsto tratar un caudal medio de 0,9 m³/seg (metros cúbicos por segundo). El tratamiento de los líquidos cloacales, se realizará mediante la tecnología de lodos activados, precedidos por pretratamiento y decantación primaria. Los trabajos realizados comprenden el proyecto ejecutivo, construcción de las obras civiles, montaje y puesta en marcha de las obras electromecánicas y puesta en régimen del proceso. Cuenta con una capacidad de tratamiento: 77 760 m³/día (metros cúbicos por día), para beneficiar a 330 000 habitantes.
En 2016, se sumaron a AySA los partidos de Escobar, Malvinas Argentinas, San Miguel, José C. Paz, Merlo, Presidente Perón y Moreno. En 2017, se sumó el partido de Florencio Varela. En 2018, también se sumó Pilar. Desde 2020 comenzó un nuevo ciclo de expansión incorporado a su territorio seis nuevos partidos.